# Llista de jugadors d'escacs de l'Índia
Aquesta llista mostra els Grans Mestres, Grans Mestres Femenines i altres jugadors notables de l'índia.

## Grans Mestres
- Aravindh Chithambaram 2014
- Debashis Das 2013
- Vishnu Prasanna 2013
- Vidit Santosh Gujrathi 2013
- Saptarshi Roy Chowdhury 2013
- Akshayraj Kore 2013
- Sundar M Shyam 2013
- Sahaj Grover 2012
- Babu M.R. Lalith 2012
- Suri Vaibhav 2012
- M R Venkatesh 2012
- Dronavalli Harika 2011
- Panayappan Sethuraman 2011
- Baskaran Adhiban 2010
- Profund Sengupta 2010
- Sriram Jha 2010
- Kidambi Sundararajan 2009
- Rajaram R Laxman 2009
- Subramanian Arun Prasad 2008
- Abhijeet Gupta 2008
- Geetha Narayanan Gopal 2007
- Chakkravarthy Deepan 2006
- Das Neelotpal 2006
- Parimarjan Negi 2006
- Magesh Chandran Panchanathan 2006
- Tejas Bakre 2004
- Ramachandran Ramesh 2003
- Surya Shekhar Ganguly 2003
- Sandipan Chanda 2003
- Deo Shankar Jha 2003
- Humpy Koneru 2002
- Pendyala Harikrishna 2001
- Abhijit Kunte 2000
- Krishnan Sasikiran 2000
- Praveen Thipsay 1997
- Dibyendu Barua 1991
- Viswanathan Anand 1988

## Mestres Internacionls
- Padmini Rout 2015
- Nisha Mohota 2011

## Grans Mestres Femenines
- Kiran Manisha Mohanty 2010
- Nadig Kruttika 2009
- Soumya Swaminathan 2008
- Mary Ann Gomes 2008
- Tania Sachdev 2005
- Swati Ghate 2004
- Meenakshi Subbaraman 2004
- Aarthie Ramaswamy 2003